# Alexander Leksell
Eric Fredrik Alexander Leksell, född 14 februari 1997 i Säve församling i Göteborg, är en svensk fotbollsspelare som spelar för finländska Ekenäs IF.

## Karriär
Leksells moderklubb är Tuve IF. Han spelade som junior även för IK Zenith. Som 16-åring gick han över till IFK Göteborg. Leksell gjorde allsvensk debut den 6 november 2016 i en 3–1-förlust mot IFK Norrköping, där han byttes in i den 90:e minuten mot Emil Salomonsson.
I december 2016 värvades Leksell av GAIS, där han skrev på ett tvåårskontrakt. Efter säsongen 2018 lämnade Leksell klubben. I december 2018 skrev han på ett tvåårskontrakt med FC Trollhättan. I november 2020 förlängde Leksell sitt kontrakt med ett år. I december 2021 förlängde han sitt kontrakt med ett år.
I januari 2023 skrev Leksell på ett ettårskontrakt med finländska Ekenäs IF. Klubben blev under säsongen uppflyttade till Tipsligan och i november 2023 förlängde han sitt kontrakt med ett år.